# (523738) 2014 SH349
(523738) 2014 SH349 est un objet transneptunien de la famille des cubewanos d'un diamètre estimé à 469 km, ce qui le qualifie comme un candidat au statut de planète naine.